# Richard Douma
Richard Douma (* 17. April 1993 in Zaandam) ist ein niederländischer Leichtathlet, der sich auf die Mittelstreckenläufe spezialisiert hat.

## Leben
Richard Douma stammt aus Zaandam, in der Provinz Noord-Holland. Von klein auf sportbegeistert betrieb er zunächst Fußball, Eishockey und Motorsport, ehe sein Vater ihn 2009 zu einem Lauf anmeldete, bei dem er seine Leidenschaft für die Leichtathletik entdeckte. Seine Leistungen machten seinen späteren Trainer Louis Dam auf ihn aufmerksam und so nahm Douma ab 2010 das Training beim AV Zaanland, unter Dams Anleitung, auf.

## Sportliche Laufbahn
2011 nahm Douma mit 18 Jahren an den niederländischen Meisterschaften teil, bei denen er über 3000 Meter Hindernis den sechsten Platz belegte. 2012 wurde er zweifacher niederländischer U20-Hallenmeister und gewann im Sommer auch in der Freiluft den nationalen Meistertitel in der gleichen Altersklasse. 2013 nahm er an den U23-Europameisterschaften im finnischen Tampere teil, bei denen er über 1500 Meter den zwölften Platz belegte. Zwei Jahre trat er erneut an den U23-Europameisterschaften, diesmal in U23-Europameisterschaften in Tallinn. Dabei belegte er in 3:46,29 min den achten Platz.
2016 wurde er erstmals niederländischer Hallenmeister bei den Erwachsenen. Im Sommer nahm er bei den Europameisterschaften in seiner niederländischen Heimat teil, bei denen er in 3:47,32 min über 1500 Meter den vierten Platz belegte. Bei den Halleneuropameisterschaften 2017 in Belgrad schied Douma bereits im Vorlauf aus. Im August zog er bei den Weltmeisterschaften in London in das Halbfinale ein und belegte den insgesamt 24. Platz. 2018 wurde er erstmals niederländischer Meister über 1500 Meter im Freien. Den Titel verteidigte er ein Jahr später erfolgreich. Bei den Halleneuropameisterschaften 2019 konnte er allerdings als Sechster seines Vorlaufs über 800 Meter nicht in die nächste Runde einziehen und belegte so insgesamt den 27. Platz. Anfang 2020 egalisierte er in 28:08 min in Valencia den niederländischen Rekord über 10 Kilometer. 2022 bestritt Douma seine ersten Wettkämpfe über die Halbmarathon- und Marathondistanz. Im April belegte er in 2:12:21 h den elften Platz beim Rotterdam-Marathon.

## Wichtige Wettbewerbe
| Jahr                    | Veranstaltung               | Ort                     | Platz                   | Disziplin               | Zeit                    |
| Startet für Niederlande | Startet für Niederlande     | Startet für Niederlande | Startet für Niederlande | Startet für Niederlande | Startet für Niederlande |
| ----------------------- | --------------------------- | ----------------------- | ----------------------- | ----------------------- | ----------------------- |
| 2013                    | U23-Europameisterschaften   | Tampere                 | 12.                     | 1500 m                  | 3:54,62 min             |
| 2015                    | U23-Europameisterschaften   | Tallinn                 | 8.                      | 1500 m                  | 3:46,29 min             |
| 2016                    | Europameisterschaften       | Amsterdam               | 4.                      | 1500 m                  | 3:47,32 min             |
| 2017                    | Halleneuropameisterschaften | Belgrad                 | 18.                     | 1500 m                  | 3:53,14 min             |
| 2017                    | Weltmeisterschaften         | London                  | 24.                     | 1500 m                  | 3:47,74 min             |
| 2019                    | Halleneuropameisterschaften | Glasgow                 | 27.                     | 800 m                   | 1:50,36 min             |

## Persönliche Bestleistungen
Freiluft
- 800 m: 1:47,88 min, 17. Juni 2017, Leiden
- 1000 m: 2:24,26 min, 9. Mai 2015, Lisse
- 1500 m: 3:35,77 min, 16. Juli 2017, Heusden-Zolder
- 3000 m: 8:05,45 min, 18. August 2018, Göteborg
- 5-Kilometer-Lauf: 13:27 min, 14. Februar 2021, Monaco, (niederländischer Rekord)
- 10-Kilometer-Lauf: 28:08 min, 12. Januar 2020, Valencia
- Halbmarathon: 1:02:23 h, 13. März 2022, Gent
- Marathonlauf: 2:12:21 h, 10. April 2021, Rotterdam

Halle
- 800 m: 1:48,90 min, 16. Februar 2019, Apeldoorn
- 1000 m: 2:29,11 min, 27. Januar 2018, Apeldoorn
- 1500 m: 3:41,51 min, 10. Februar 2017, Toruń
- 3000 m: 8:44,67 min, 12. Februar 2012, Apeldoorn